# Parlamentswahl im Kosovo 2017
- VV: 32
- LA: 29
- PANA: 39
- SL: 9
- KDTP: 2
- KV: 2
- Sonst.: 7

Die Parlamentswahl im Kosovo 2017 (albanisch Zgjedhjet e Përgjithshme në Kosovë 2017, serbisch Косовски парламентарни избори 2017 Parlamentarni Izbori na Kosovu 2017) waren vorgezogene Wahlen, die dadurch zustande kamen, dass das Parlament für die Absetzung der Regierung von Ex-Ministerpräsident Isa Mustafa gestimmt und damit Neuwahlen eingeleitet hatte. Die Opposition hatte einen Misstrauensantrag gestellt, der von 78 von 120 Abgeordneten unterstützt wurde, darunter auch Parlamentarier der Regierungskoalition. Das Bündnis aus Mustafas Partei LDK und der PDK von Parlamentspräsident Kadri Veseli hatte zuletzt keine Mehrheit gefunden, um wichtige Gesetzesprojekte, wie die Grenzratifizierung mit Montenegro um die Visumpflicht in der EU zu erheben, durchzusetzen. Damit wurde die V. Legislaturperiode des Parlaments 2013–2017 beendet. Für die Wahlen schlossen LDK und PDK jeweils Bündnisse mit anderen Parteien.
Bei der Wahl wurde die linke LVV erstmals stärkste Kraft. Stärkstes Wahlbündnis wurde allerdings dasjenige der PDK, das in der Folge mit der AKR und Minderheitenvertretern eine wirtschaftsliberal-konservative Regierungskoalition unter Ramush Haradinaj bildete.

## Ausgangslage

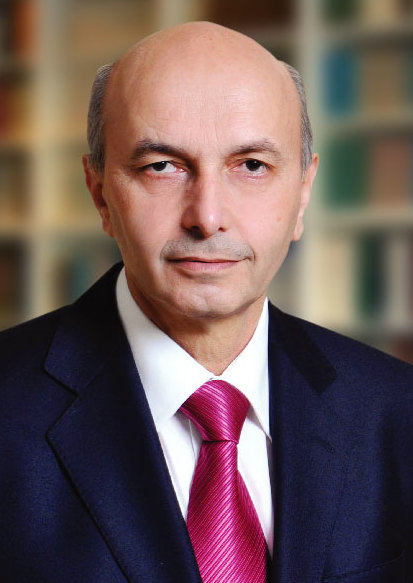
Isa Mustafa (LDK) war von 2014 bis 2017 Ministerpräsident des Kosovo. Er leitete in diesem Zeitraum eine Koalition mit Minderheitenparteien unter der Führung seiner Lidhja Demokratike e Kosovës (LDK).

Von 2014 bis 2017 war Isa Mustafa (LDK) Ministerpräsident des Kosovo und leitete das Regierungskabinett, welches neben der LDK noch die Partia Demokratike e Kosovës (PDK), die Građanska Inicijativa Srpska Lista (GISL) (serbische Minderheitenpartei), Kosova Demokratik Türk Partisi (KDTP) (türkische Minderheitenpartei) und andere politische Parteien der ethnischen Minderheiten im Land umfasste.

## Antretende politische Subjekte
Die zentrale Wahlkommission veröffentlichte am 11. Juni 2017 nach den Neuwahlen die Online-Version des offiziellen Stimmzettels. Demnach traten 37 politische Subjekte zur Wahl an.
- 11 – Jedinstvena Goranska Partija (JGP)
- 12 – PAN Koalition (PDK-AAK-NISMA-PD-LB-PSHDK-PKK-ADK-RK-PB-PS-BKK)
  - Partia Demokratike e Kosovës, Aleanca për Ardhmërinë e Kosovës, Nisma për Kosovën,  Partia Drejtësisë, Lëvizja për Bashkim, Partia Shqiptare Demokristiane e Kosovës, Partia Konservatore e Kosovës, Alternativa Demokratike e Kosovës, Republikanët e Kosovës, Partia e Ballit, Partia Socialdemokrate, Balli Kombëtar i Kosovës
- 13 – Partia e Ashkalinjëve për Integrim (PAI)
- 14 – G. I. Euromendje Alternativa
- 15 – Građanska Inicijativa Gore (GIG)
- 16 – LAA Koalition (LDK-AKR-A)
  - Lidhja Demokratike e Kosovës (LDK), Aleanca Kosova e Re, Alternativa (A)
- 17 – Pokret za Gora (PG)
- 18 – Progresivna Demokratska Stranka (PDS)
- 19 – Partia Demokratike e Ashkalive të Kosovës (PDAK)
- 20 – Iniciativa e Re Demokratike e Kosovës (IRDK)
- 21 – Samostalna Liberalna Stranka (SLS)
- 22 – Srpska Lista (SL)
- 23 – Napredna Snaga Kosova (NSK)
- 24 – Partia Liberale Egjiptiane (PLE)
- 25 – Kosovaki Nevi Romani Partie (KNRR)
- 26 – Partia Demokratike Turke e Kosovës (PDTK)
- 27 – Partia Kosovski SRBA Gradjanska Inicijativa (PKSGI)
- 28 – Partia Demokratike e Unitetit (PDU)
- 29 – Partia Fjala (PF)
- 30 – Koalicija Vakat (KV)
- 31 – G.I. Za Prosperitet Kosova
- 32 – Nova Demokratska Stranka (NDS)
- 33 – Kosova Turk Adalet Partisi (KTAP)
- 34 – SDA-BSAK Koalition
- 35 – Lëvizja Vetëvendosje! (LVV)
- 36 – Partia Rome e Bashkuar e Kosovës (PREBK)

## Zusammenfassung der größten Parteien
| Logo         | Partei                      | Parteivorsitzender | Politische Positionen                                                   |
| ------------ | --------------------------- | ------------------ | ----------------------------------------------------------------------- |
|              | PANA Koalition              | Hashim Thaçi       | pro-europäisch, inklusiv-nationalistisch und linksliberal               |
| Logo der LVV | Lëvizja Vetëvendosje! (LVV) | Visar Ymeri        | linksnationalistisch, direktdemokratisch, populistisch und linksliberal |
|              | LA Koalition                | Isa Mustafa        | konservativ, sozial-konservativ und wirtschaftsliberal                  |

## Teilnehmende Parteien und Koalitionen
Zur Wahl wurden durch die Wahlkommission (albanisch Komisioni Qendror i Zgjedhjeve) insgesamt 39 Parteien registriert und zugelassen:
| Albanische Parteien | Kandidat als Ministerpräsident |
| --- | ------------------------------ |
| PAN Koalition - - Partia Demokratike e Kosovës, Aleanca për Ardhmërinë e Kosovës, Nisma për Kosovën, Partia Drejtësisë, Lëvizja për Bashkim, Partia Shqiptare Demokristiane e Kosovës, Partia Konservatore e Kosovës, Alternativa Demokratike e Kosovës, Republikanët e Kosovës, Partia e Ballit, Partia Socialdemokrate, Balli Kombëtar i Kosovës (PDK-AAK-NISMA-PD-LB-PSHDK-PKK-ADK-RK-PB-PS-BKK) | Ramush Haradinaj               |
| Lidhja Demokratike e Dardanisë (LDD) |                                |
| Partia Reformiste ORA (ORA) |                                |
| Lëvizja Vetëvendosje! (LVV) | Albin Kurti                    |
| LAA Koalition - Lidhja Demokratike e Kosovës (LDK) - Aleanca Kosova e Re (AKR) - Alternativa | Avdullah Hoti                  |
| Serbische Parteien (10 Sitze) |                                |
| Srpska Lista (SL) |                                |
| Samostalna Liberalna Stranka (SLS) |                                |
| Progresivna Demokratska Stranka (PDS) |                                |
| G.I. Za Prosperitet Kosova |                                |
| PSK-AGI Koalition |                                |
| Türkische Parteien |                                |
| Kosova Demokratik Türk Partisi (KDTP) |                                |
| Kosova Turk Adalet Partisi (KTAP) |                                |
| Partia Demokratike Turke e Kosovës (PDTK) |                                |
| Bosnische Parteien |                                |
| Koalicija Vakat (KV) |                                |
| Nova Demokratska Stranka (NDS) |                                |
| Stranka Demokratske Akcije (SDA) |                                |
| SDA-BSDAK Koalition |                                |
| Goranische Parteien |                                |
| Jedinstvena Goranska Partija (JGP) |                                |
| Pokret za Gora (PG) |                                |
| Građanska Inicijativa Gore (GIG) |                                |
| Roma Parteien |                                |
| Partia Rome e Bashkuar e Kosovës (PREBK) |                                |
| Kosovaki Nevi Romani Partie (KNRR) |                                |
| Ashkali und Kosovo-Ägyptische Parteien |                                |
| Partia e Ashkalinjëve për Integrim (PAI) |                                |
| Partia Liberale Egjiptiane (PLE) |                                |
| Partia Demokratike e Ashkanlive të Kosovës (PDAK) |                                |
| Iniciativa e re Demokratike e Kosovës (IRDK) |                                |

## Wahlverfahren

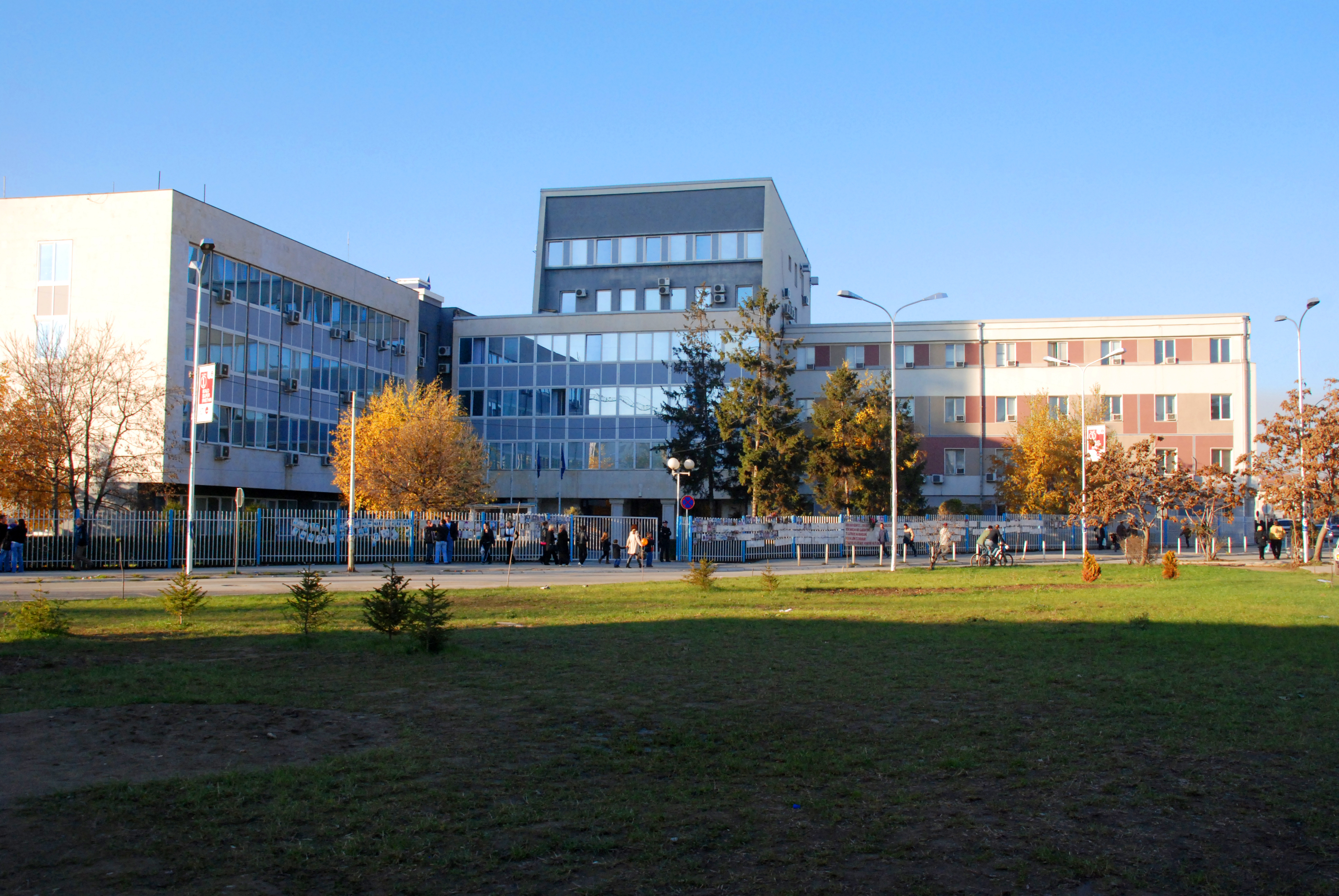
Das Parlament der Republik Kosovo hat 120 Abgeordnete. 20 davon sind für die ethnischen Minderheiten reserviert. Sie werden im Vierjahresrhythmus nach dem D’Hondt-Verfahren gewählt.

Die Stimmberechtigten durften bis zu fünf Kandidaten von genau einem politischen Subjekt wählen. In der Stimmkabine gab es zur Information zudem eine Broschüre mit allen antretenden Kandidaten. Die politischen Subjekte waren auf dem Wahlzettel schon aufgelistet.
Laut Verfassung sind von den 120 Parlamentssitzen 20 für die ethnischen Minderheiten des Landes reserviert. Diese werden nicht mit dem übrigen Wahlergebnis verrechnet. Zehn davon sind den Serben, je einer den Roma, Aschkali und Ägyptern, drei den Bosniaken, zwei den Türken und einer den Goranen garantiert. Ein Sitz ist zudem für diejenige Kommunität von Roma, Aschkali und Ägyptern, welche die meisten Stimmen hat. Alle Abgeordnetensitze werden nach dem D’Hondt-Verfahren gewählt.

## Ergebnisse und Sitzverteilung im Parlament ab 2017
Die Wahlkommission gab bekannt, dass die Stimmenauszählung vollständig beendet wurde. Nachdem die Koalition PAN keine Mehrheit gefunden hatte, verließ die AKR die LAA Koalition und trat der PAN Fraktion bei. Diese neue Koalition erreiche daraufhin nach Abwerben von oppositionellen Abgeordneten und zusammen mit den ethnischen Minderheiten eine Mehrheit im Parlament. Überdies war diese Regierungsmehrheit erstmals abhängig von der serbischen Liste.
Nach den offiziellen Ergebnissen verteilen sich die Stimmen wie folgt auf die verschiedenen politischen Subjekte:
| Partei                                     | Absolute Stimmen | Stimmenanteil (%) | Sitze im Parlament | +/− |
| ------------------------------------------ | ---------------- | ----------------- | ------------------ | --- |
| PANA Koalition (gelb)                      | 245.646          | 33.74             | 39                 | −15 |
| Lëvizja Vetëvendosje! (rot)                | 200.138          | 27.49             | 32                 | +16 |
| LA Koalition (schwarz)                     | 185.892          | 25.53             | 29                 | −1  |
| Srpska Lista (blau)                        | 44.578           | 6.12              | 9                  | 0   |
| Partia Fjala                               | 7.991            | 1.10              | 0                  | Neu |
| Kosova Demokratik Türk Partisi             | 7.852            | 1.08              | 2                  | 0   |
| Koalicija Vakat                            | 6.444            | 0.89              | 2                  | 0   |
| Nova Demokratska Stranka                   | 3.561            | 0.49              | 1                  | 0   |
| Samostalna liberalna stranka               | 3.539            | 0.49              | 1                  | +1  |
| Partia Demokratike e Ashkanlive të Kosovës | 2.424            | 0.33              | 1                  | 0   |
| Partia Liberale Egjiptiane                 | 2,415            | 0.33              | 1                  | 0   |
| Jedinstvena Goranska Partija               | 2.369            | 0.33              | 1                  | Neu |
| Partia Kosovo Serb                         | 2.123            | 0.29              | 0                  | Neu |
| Partia Ashkalinjëve për Integrim           | 2.107            | 0.29              | 1                  | 0   |
| Progresivna Demokratska Stranka            | 1,697            | 0.23              | 0                  | −1  |
| Iniciativa e re Demokratike e Kosovës      | 1.520            | 0.21              | 0                  | 0   |
| Kosova Türk Adalet Partisi                 | 1.438            | 0.20              | 0                  | 0   |
| SDA Koalition                              | 1.355            | 0.19              | 0                  | 0   |
| Građanska Inicijativa Gore                 | 1.020            | 0.14              | 0                  | 0   |
| Partia Rome e Bashkuar e Kosovës           | 955              | 0.13              | 1                  | +1  |
| Kosovaki Nevi Romani Partia                | 950              | 0.13              | 0                  | −1  |
| Koalicija za Gora                          | 813              | 0.11              | 0                  | −1  |
| Partia Demokratike e Unitetit              | 478              | 0.07              | 0                  | Neu |
| Prosperity Initiative in Kosovo            | 312              | 0.04              | 0                  | Neu |
| Eromendje Alternativa                      | 244              | 0.03              | 0                  | Neu |
| Napredna Snaga Kosova                      | 226              | 0.03              | 0                  | Neu |
| Ungültigen Stimmen                         | 49.006           | –                 | –                  | –   |
| Insgesamt                                  | 777.093          | 100               | 120                | 0   |
| Stimmberechtigte                           | 1.888.059        | 41.16             | –                  | –   |
| KQZ, KQZ, KQZ                              |                  |                   |                    |     |